# William G. Beasley
William Gerard Beasley, 22 décembre 1919-19 novembre 2006, est un universitaire, auteur, éditeur, traducteur et japonologue britannique. Il est professeur émérite d'histoire de l'Extrême-Orient à l'École des études orientales et africaines de l'université de Londres.

## Carrière
Beasley est nommé à l'École des études orientales et africaines en 1957. Puis il est professeur d'histoire de l'Extrême-Orient en 1954, poste qu'il occupe jusqu'en 1983.

## Ouvrages (sélection)
Une étude statistique des textes de et sur William G. Beasley, OCLC/WorldCat recense environ 80 ouvrages dans plus de 300 publications, en 8 langues et plus de 11 000 dépôts en bibliothèques.
- Great Britain and the Opening of Japan, 1834-1858, 1951
- Select Documents on Japanese Foreign Policy, 1853-1868, 1955
- Historians of China and Japan, 1961
- The Modern History of Japan, 1963
- The Meiji Restoration, 1972
- Modern Japan: Aspects of History, Literature, and Society, 1975
- Japanese Imperialism, 1894-1945, 1987
- The Rise of Modern Japan, 1989
- Japan Encounters the Barbarian: Japanese Travellers in America and Europe, 1995
- The Japanese Experience: A short history of Japan, 1999

## Honneurs et récompenses
- British Academy, 1967[3].
- Prix John K. Fairbank de la Société américaine d'histoire, 1972[3].
- Commandeur de l'ordre de l'Empire britannique (CBE), 1980[3].
- Ordre du Soleil levant, avec rayons d'or avec ruban sautoir, 1983[1].
- Membre honoraire de l'Académie japonaise des sciences, 1984[3].
- Prix de la Fondation du Japon, 2001[4].